# Domingo Tejera
Domingo Tejera (Montevideo, 1899. július 22. – 1969. június 30.) olimpiai és világbajnok uruguayi válogatott labdarúgó.
Az uruguayi válogatott tagjaként részt vett az 1930-as világbajnokságon, az 1928. évi nyári olimpiai játékokon illetve az 1920-as, az 1922-es az 1926-os és az 1927-es Dél-amerikai bajnokságon.

## Sikerei, díjai
Uruguay
- Világbajnok (1): 1930
- Dél-amerikai bajnok (2): 1920, 1926
- Olimpiai bajnok (1): 1928